# سلتیتسه
سلتیتسه (به لاتین: Seletice) یک منطقهٔ مسکونی در جمهوری چک است که در ناحیه نیمبورک واقع شده‌است.